# 橋本大輝 (ラグビー選手)

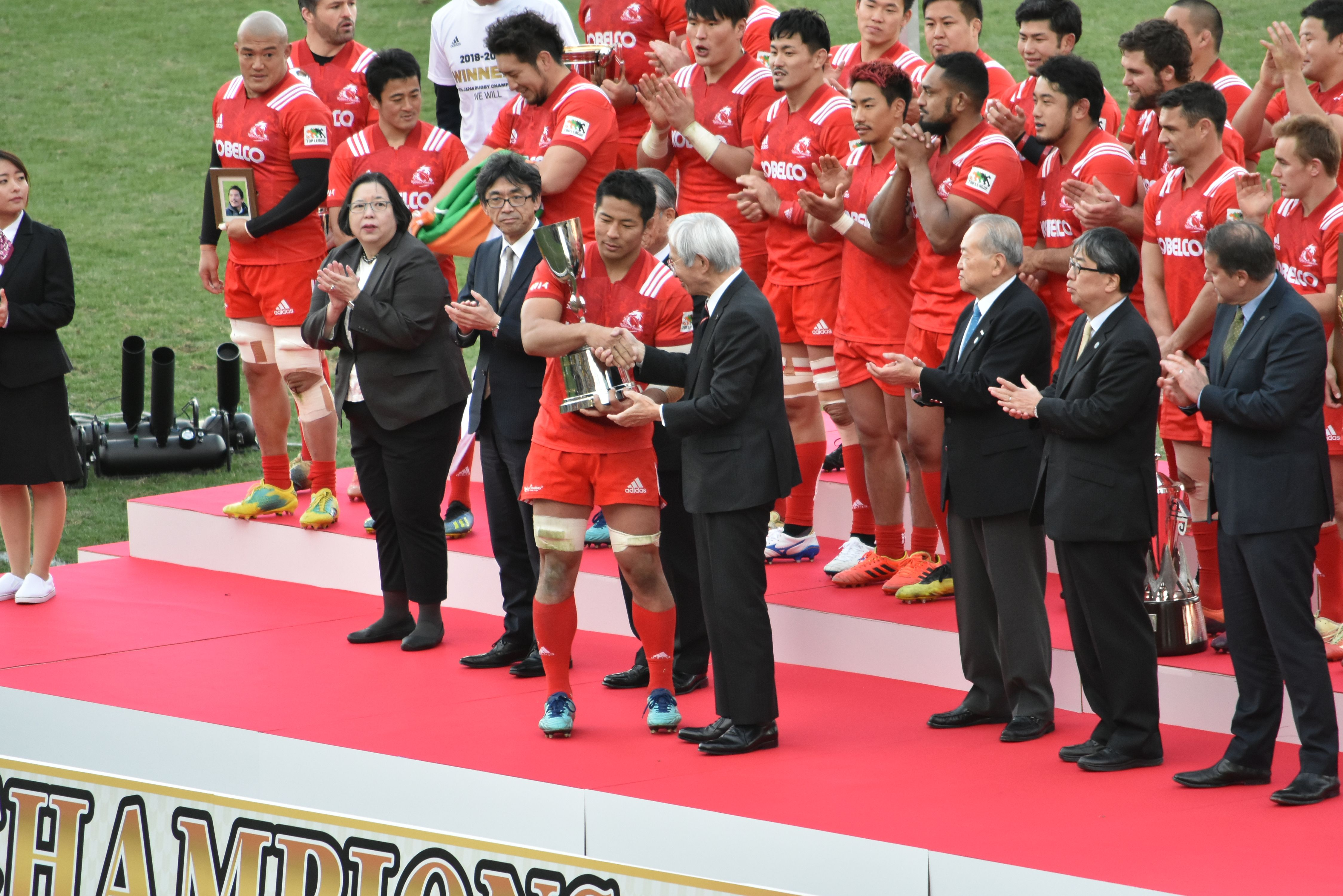
第56回日本ラグビーフットボール選手権大会兼トップリーグ総合順位決定トーナメント決勝（2018年12月15日撮影）

橋本 大輝（はしもと だいき、1987年2月7日 - ）は、日本の元ラグビー選手。

## プロフィール
- 福岡県北九州市出身。
- ポジションはフランカー(FL)。高校時代はNO.8。福岡代表にも選出。
- 身長 184cm、体重 100kg
- 日本代表通算キャップ数は1。
- ニックネームはハシモ。

## 略歴
7歳からラグビーを始めた。
2005年、九州国際大付高校卒業後、京都産業大学に入る。
2009年、京都産業大学卒業後、神戸製鋼コベルコスティーラーズ(現・コベルコ神戸製鋼スティーラーズ)に加入。同年9月5日に行われたジャパンラグビートップリーグ第1節のサントリーサンゴリアス戦にて先発出場で公式戦初出場を果たす。 
2012年、神戸製鋼の主将に就任し、同年5月5日に行われたアジア5カ国対抗2012UAE戦で日本代表初キャップを獲得した。
2021年4月、トップリーグ・リーグ戦100試合出場達成。
2022年、現役を引退した。